# Isla Andresen
La Isla Andresen es una isla ubicada en la entrada del Fiordo de Lallemand en la costa oeste de la Tierra de Graham, Antártida.  Tiene una Altitud media de 610 m s. n. m. y unas 2 millas (3,21km) de largo. Es conocida en Chile como isla Curanilahue.

## Historia
La isla fue descubierta por la Cuarta Expedición Antártica Francesa que se encontraba al mando de Jean-Baptiste Charcot. Debe su nombre a Adolf Amandus Andresen, jefe de la Sociedad Ballenera de Magallanes que se encontraba establecida en la Isla Decepción. Charcot le colocó el nombre en agradecimiento a la ayuda que este les prestó al acercarse la expedición a dicha isla.